# Comunità montana Monti Lattari - Penisola Sorrentina
La Comunità montana dei Monti Lattari - Penisola Sorrentina era una comunità montana della Campania, con sede ad Agerola, che si estendeva sull'asse dei Monti Lattari, lungo le dorsali della penisola sorrentina.
L'Ente è stato soppresso nel 2008 dalla Regione Campania nell'ambito di un piano di riorganizzazione orientato al contenimento dei costi, poiché i comuni aderenti difettavano nei requisiti altimetrici fissati dalla nuova normativa regionale. In tal senso è stata accorpata alla Comunità montana Penisola Amalfitana, escludendo in entrambe i comuni che hanno accesso al mare, dando vita alla Comunità montana Monti Lattari.
La comunità comprendeva 10 comuni:
- Agerola
- Casola di Napoli
- Gragnano
- Lettere
- Massa Lubrense
- Piano di Sorrento
- Pimonte
- Sant'Agnello
- Sorrento
- Vico Equense

Tra i comuni aderenti all'ex Comunità montana Monti Lattari - Penisola Sorrentina, solo Agerola, Casola di Napoli, Lettere e Pimonte sono stati ammessi nella Comunità montana Monti Lattari, mentre sono rimasti fuori i comuni costieri.